# 크레이그 매크래컨
크레이그 매크래컨(Craig McCracken, 1971년 3월 31일 ~ )은 미국의 애니메이터, 감독, 프로듀서이다. 에미상을 수상한 카툰 네트워크의 애니메이션 시리즈 《파워퍼프걸》과 《상상 속 친구들의 모험》, 각본과 스토리보드를 맡은 Kids' WB 방영 애니메이션 《오스카의 오아시스》과 《덱스터의 실험실》로 가장 잘 알려져 있다. 새로운 애니메이션 시리즈, 《완다가 간다》는 디즈니 채널에서 2013년 8월 16일에 초연되었다.

## 생애
매크래컨은 어릴 적부터 그리는 것을 좋아했다. 후에 캘리포니아주 휘티어의 캘리포니아 고등학교를 졸업하고, 애니메이션을 배우러 캘리포니아 인스티튜트 오브 디 아츠에 입학했다. 그곳에서 자신과 종종 엮여 함께 애니메이션 작업에 참여할 겐디 타르타코브스키를 만나게 된다. 첫해에 'No Neck Joe'라는 이름의 캐릭터가 등장하는 단편 애니메이션을 제작했다. 이는 나중에 'Spike and Mike's Sickwhich'와 'Mike's Sick and Twisted Festival of Animation'에서 뽑힌다. 칼아츠에 있을 때, 훗날 파워퍼프걸의 기반이 될 〈Whoopass Stew!〉라 이름 붙인 단편 애니메이션을 제작했다.

### 경력
1993년 매크래컨은 해나 바베라 카툰스의 애니메이션 시리즈 《2 Stupid Dogs》의 미술 감독으로 일했다. 또한 겐디 타르타코브스키와 함께 일했다. 매크래컨이 해나 바베라에 있을 당시, 회장 프레드 세이버트는 7분에 가까운 48개의 새 애니메이션을 양성하는 새 프로젝트인 왓 어 카툰!을 시작했다. 매크래컨은 자신이 제작한 〈Whoopass Stew!〉를 떠올렸고, 《The Powerpuff Girls》라 다시 이름 붙였다. 파일럿 에피소드 〈The Powerpuff Girls in: Meat Fuzzy Lumkins〉는 카툰 네트워크 월드 프리미어 툰인에서 1995년 2월 20일에 초연되었다. 두 번째 단편 〈Crime 101〉은 다음 해 1996년 1월 28일에 초연했다. 처음으로 선정된 애니메이션은 타르타콥스키의 《덱스터의 실험실》이고, 매크래컨은 초기 시즌에서 기여했다. 매크래컨의 《파워퍼프걸》은 네 번째에야 풀 시즌의 제작 승인이 내려졌고, 1998년 11월 18일에 초연되었다. 《파워퍼프걸》은 빠르게 히트를 쳤으며, 에미상과 애니상을 수상했다. 매크래컨은 2002년에 프리퀄 《파워퍼프걸 영화》를 감독했다. 

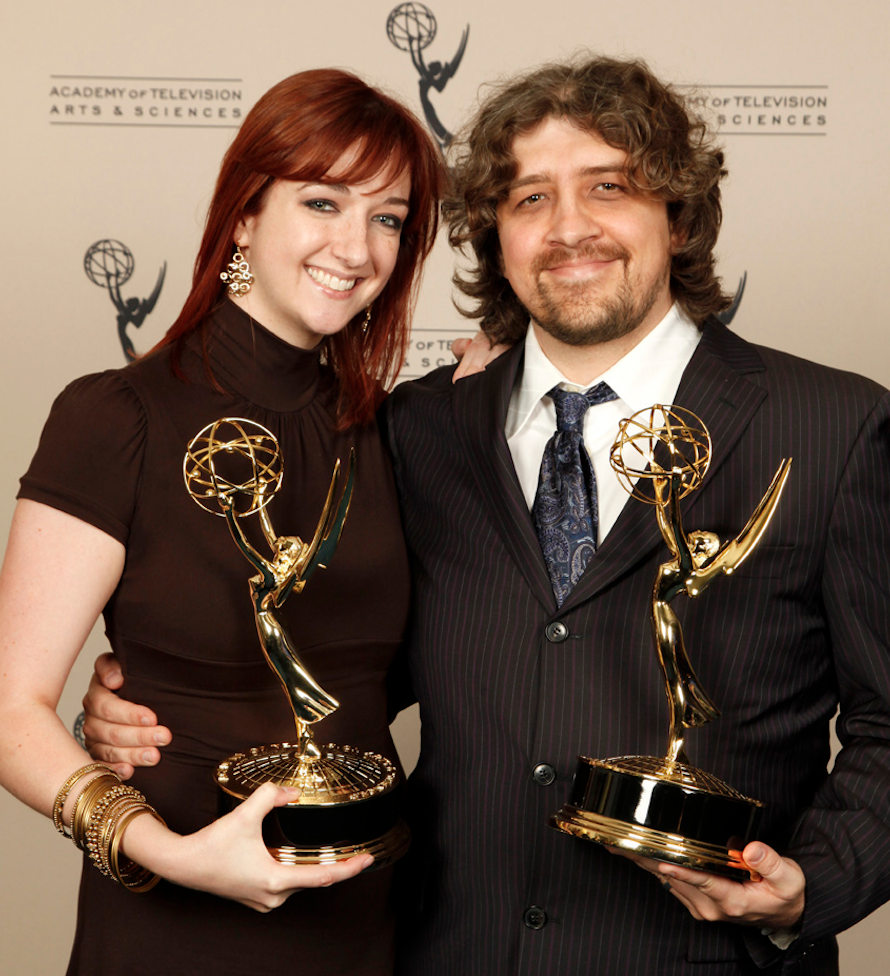
《상상 속 친구들의 모험》으로 2008년 애미상을 수상한 크레이그 매크래컨과 로런 파우스트

매크래컨은 《파워퍼프걸》 시즌 4에서 하차했고, 새로운 프로젝트인 《상상 속 친구들의 모험》에 초점을 맞추었다. 《상상 속 친구들의 모험》은 2004년 8월 13일, 카툰 네트워크에서 90분 TV 스페셜 〈House of Bloo's〉로 초연되었다. 로런 파우스트도 이 애니메이션에서 그와 함께 일했다. 프로그램은 시즌 6까지 제작되었고, 모두 매크래컨이 감독했다. 《상상 속 친구들의 모험》는 마찬가지로 에미상과 애니상을 수상했으며, 2009년 5월 3일에 완결됐다.
2008년 4월에 카툰 네트워크의 쇼케이스 프로젝트 더 카툰스티튜트에서 이그제큐티브 프로듀서를 맡았다. 이후 15년동안 일하던 직장인 카툰 네트워크에서 사임한 뒤, 2013년에서 2016년까지 디즈니 텔레비전 애니메이션에서 애니메이션 시리즈 《완다가 간다》를 제작했다.

## 사생활
매크래컨은 동료 애니메이터 로런 파우스트와 2004년에 결혼했다. 크레이그의 아내는 2016년 중반에 태어난 딸을 돌보려고 출산 휴가를 냈다.

## 참여 작품
| 연도 | 제목                               | 역할                                                                                           |
| ---- | ---------------------------------- | ---------------------------------------------------------------------------------------------- |
| 1989 | 〈패닉 어택〉                      | 창작자, 감독, 각본, 성우, 그리고 애니메이터                                                    |
| 1992 | 〈Whoopass Stew!〉 〈부푸스 걸스〉 | 창작자, 감독, 각본, 그리고 애니메이터                                                          |
| 1997 | 〈No Neck Joe〉                    | 창작자, 각본, 그리고 감독 (1990년에 만들어짐, 저작권 날짜는 1996년)                            |
| 1999 | 《덱스터의 실험실: 에고 트립》     | 각본                                                                                           |
| 2002 | 《파워퍼프걸 영화》                | 창작자, 줄거리, 각본, 감독, 이그제큐티브 프로듀서, 스토리보드 아티스트, 그리고 캐릭터 디자이너 |
| 2009 | 〈The Powerpuff Girls Rule!!!〉    | 각본, 감독, 이그제큐티브 프로듀서, 줄거리 편집자, 스토리보드 아티스트, 그리고 캐릭터 디자이너  |
| 2019 | 《포켓몬스터》                     | 감독, 촬영                                                                                     |

| 연도         | 제목                                 | 역할                                                                                                 |
| ------------ | ------------------------------------ | --- |
| 1993–1995    | 《투 스투피드 독스》                 | 미술 감독, 그리고 스토리보드 아티스트                                                                |
| 1995         | 《스페이스 고스트 코스트 투 코스트》 | 본인 역, (에피소드: "President's Day Nightmare")                                                     |
| 1995–1997    | 《왓 어 카툰!》                      | 각본, 감독, 그리고 미술 감독                                                                         |
| 1995–1996    | 《덤 앤 더머》                       | 캐릭터 디자이너                                                                                      |
| 1996–2003    | 《덱스터의 실험실》                  | 감독, 미술 감독, 모델 디자이너, 그리고 스토리보드 아티스트                                           |
| 1998–ongoing | 《파워퍼프걸》                       | 창작자, 이그제큐티브 프로듀서, 각본, 스토리보드 아티스트, 녹음 감독, 그리고 감독 (1998-2002; 2008)   |
| 2004–2009    | 《상상 속 친구들의 모험》            | 창작자, 이그제큐티브 프로듀서, 개발자, 줄거리, 각본, 스토리보드 아티스트, 감독, 그리고 줄거리 편집자 |
| 2007         | 《Diggs Tailwagger: Galactic Rover》 | 이그제큐티브 크리에이티브 컨설턴트                                                                   |
| 2007         | 〈Enter Mode 5〉                     | 이그제큐티브 크리에이티브 컨설턴트                                                                   |
| 2007–2010    | 《차우더》                           | 각본 그리고 스토리보드 아티스트 (에피소드: "The Birthday Suits")                                     |
| 2008         | 《엉클 그랜파》                      | 이그제큐티브 프로듀서 (에피소드: "파일럿")                                                           |
| 2009         | 《레귤러 쇼》                        | 이그제큐티브 프로듀서 (에피소드: "파일럿")                                                           |
| 2010         | 《마이 리틀 포니: 우정은 마법》      | 특별 감사, 원더 볼츠 복장 디자이너                                                                   |
| 2013–2016    | 《완다가 간다》                      | 창작자, 각본, 스토리보드 아티스트 (2013), 감독 (2013), 성우 그리고 이그제큐티브 프로듀서             |
| 2021-        | 《우주 히어로 키드》                 | 창작자, 이그제큐티브 프로듀서                                                                        |